# مندی فلچر
مندی فلچر (انگلیسی: Mandie Fletcher؛ زادهٔ ۲۷ دسامبر ۱۹۵۴ ) کارگردان تلویزیونی، فیلم‌نامه‌نویس و کارگردان فیلم اهل بریتانیا است.
از فیلم‌ها یا مجموعه‌های تلویزیونی که وی در آن‌ها نقش داشته‌است می‌توان به بلک‌ادر: سال‌های سلحشوری اشاره نمود.